# 산타는 괴로워
《산타는 괴로워》(영어: Fred Claus)는 2007년 공개된 미국의 크리스마스 코미디 영화이다.

## 출연
- 빈스 본
  - 리엄 제임스
- 폴 지어마티
- 미란다 리처드슨
- 캐시 베이츠
- 레이철 바이스
- 존 마이클 히긴스
- 엘리자베스 뱅크스
- 케빈 스페이시
- 루더크리스
- 제러미 스위프트
- 보비 J. 톰프슨
- 딜런 미넷
- 제프리 딘 모건
- 프랭크 스탤론
- 스티븐 볼드윈
- 이선 컷코스키
- 번 고먼

## 기타 제작진
- 배역: 리사 비치, 지나 제이, 세라 캐츠먼
- 미술: 앨런 캐머런
- 의상: 애나 B. 셰퍼드

## 같이 보기
- 크리스마스 영화 목록